# لابوکانیا
لابوکانیا (نام علمی: Labocania) نام یک سرده از راسته خزنده‌کفلان است.